# Miklós Darvas
Miklós Darvas (Budapest, 6 de junio de 1949) es un deportista húngaro que compitió en piragüismo en la modalidad de aguas tranquilas. Ganó dos medallas en el Campeonato Mundial de Piragüismo en los años 1973 y 1975.
Participó en los Juegos Olímpicos de Múnich 1972, donde finalizó quinto en la prueba de C2 1000 m.

## Palmarés internacional
| Campeonato Mundial | Campeonato Mundial    | Campeonato Mundial | Campeonato Mundial |
| Año                | Lugar                 | Medalla            | Evento             |
| ------------------ | --------------------- | ------------------ | ------------------ |
| 1973               | Tampere (Finlandia)   | Medalla de oro     | C1 500 m           |
| 1975               | Belgrado (Yugoslavia) | Medalla de plata   | C1 500 m           |